# Хочете вундеркінда?
«Хочете вундеркінда?» («Voulez-vous un bébé Nobel?») — французька кінокомедія 1980 року, знята режисером Робером Пуре.

## Сюжет
Професор Джозеф Мензано розробив формулу для штучного запліднення жінки. Професор Ландовскі, лауреат Нобелівської премії в галузі фізики, погодився виступити як донор. Тим часом, професор намагається розробити формулу для запліднення мавп спермою людини. Народжені істоти могли б виконувати роботу, яка не потребує інтелекту.

## У ролях
- Жан-П'єр Мар'єль: Віктор Делакруа
- Даррі Коул: професор Джозеф Мензано
- Даніель Прево: Жан-Філіп Гіаго
- Жан Ружері: професор Ландовський
- Патрісія Лесьє: Мадлен Мензано
- Дані Саваль: невдоволена блондинка
- Марко Перрен: генерал
- Жан-П'єр Бернар: арабський фінансист
- Маріон Гейм: ведуча
- Ален Жером: камео
- Женев'єв Град: Марі-Домінік
- Жан-Клод Массульє: Жан-Луї Міке
- П'єр Фраґ: Кокерель
- Франк-Олів'є Бонне: Ґуссо
- Жаклін Дойєн: мадам Поль
- Макс Деро: Ленуар
- Луї Наварр: донор
- Ів Піньо: Буржуа
- Жан Рено: Берньє
- Фанні Бастьєн: Сюзанна, секретарка Гіаго
- Менді Мей: Марі-Тереза
- Жак Кудерк: швейцар
- Мішель Гріньйон: Мартін
- Крістіан Шово: чемпіон-велосипедист
- Мадлен Шеміна: мати Делакруа
- Бернар Вальденідж: Жільбер
- Алікс де Конопка: епізод
- Мюрієль Монтоссє: епізод
- Ребекка Поток: епізод
- Тіна Спортоларо: епізод

## Знімальна група
- Режисер: Робер Пуре
- Сценарій: Рішар Бальдуччі
- Продюсер: Жан Лефевр
- Оператор: Гі Дурбан
- Композитор: Жан-П'єр Пуре
- Монтаж: Аріан Беглен
- Звукооператор: Жерар Барра